# Тонкая саламандра
Тонкая саламандра (лат. Plethodon richmondi) — вид хвостатых амфибий рода Лесные саламандры (Plethodon) семейства Безлёгочные саламандры (Plethodontidae). Видовое латинское название дано в честь Нейла Дуайта Ричмонда (1912—1992).
Общая длина составляет 7,5—14,5 см. Голова толстая. Глаза выпуклые. Туловище тонкое и стройное. Конечности короткие, но хорошо развиты. Хвост длинный, постепенно сужается на конце. Окраска спины и боков тёмно-коричневого или чёрного цвета, с серебристыми пятнами. Брюхо имеет тёмно-коричневый или чёрный цвет.
Любит лесистые долины, влажные ущелья, овраги. Встречается на высоте до 1300 метров над уровнем моря. Питается муравьями, личинками двукрылых, клещами, улитками, жуками, дождевыми червями, термитами и пауками.
Самка откладывает 2—4 яйца. Длина детёнышей от головы до клоаки составляет 1,4—1,5 см.
Вид распространён в США: в Западной Вирджинии, Кентукки, юго-западной части Вирджинии, северо-западной части Северной Каролины и северо-восточном Теннесси.

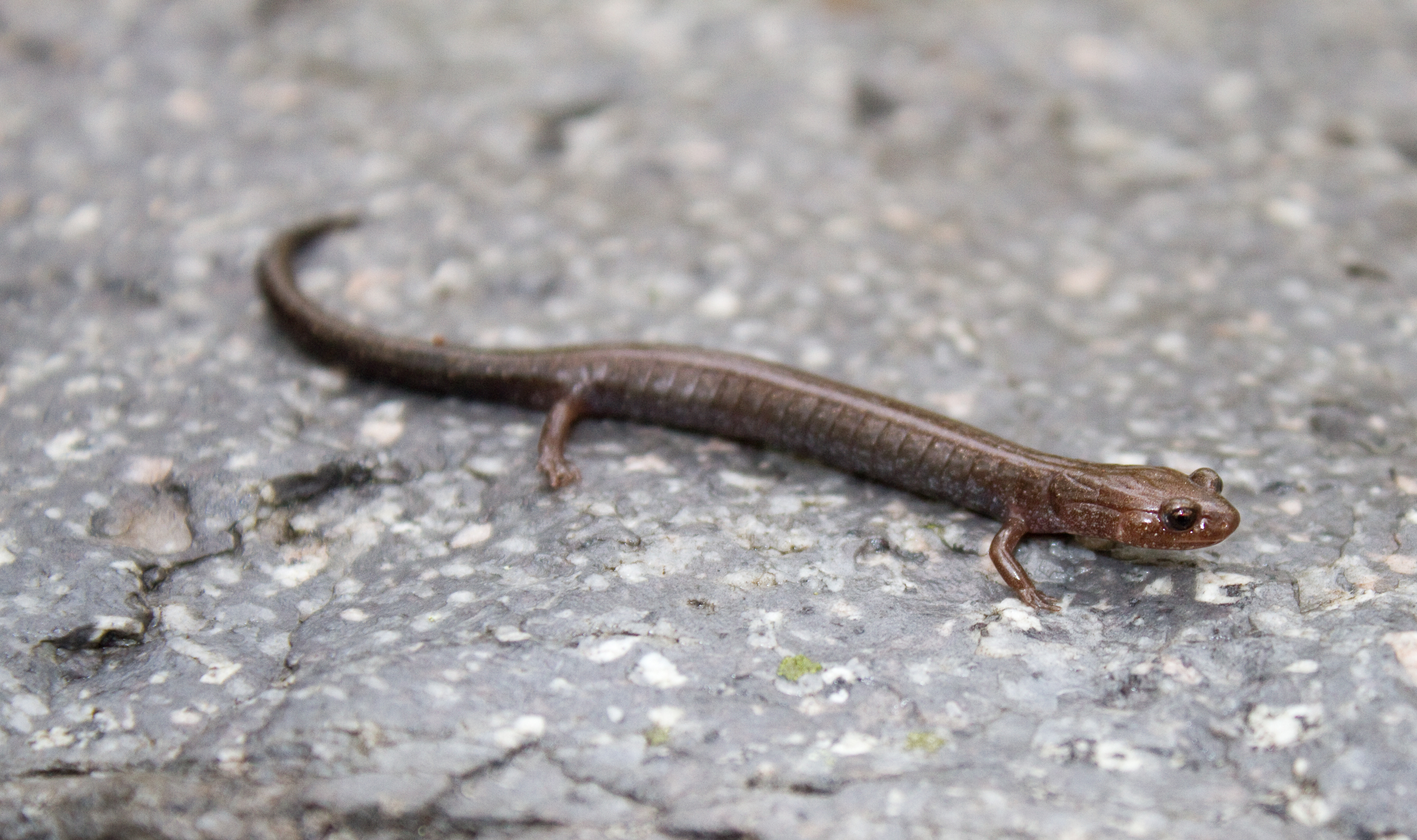